# Urdinarrain
Urdinarrain är en ort i Argentina.   Den ligger i provinsen Entre Ríos, i den centrala delen av landet, 220 km norr om huvudstaden Buenos Aires. Urdinarrain ligger 68 meter över havet och antalet invånare är 7 992.
Terrängen runt Urdinarrain är mycket platt. Runt Urdinarrain är det glesbefolkat, med 15 invånare per kvadratkilometer.. Urdinarrain är det största samhället i trakten.
Trakten runt Urdinarrain består till största delen av jordbruksmark.